# Камень веры
«Ка́мень ве́ры» (полное название: «Камень веры: православным церкви святой сынам — на утверждение и духовное созидание; спотыкающимся же о камень преткновения и соблазна — на вставание и исправление», церк.-слав. Камєнь вѣры: православнымъ цєрквы святыѧ сыномъ на утвєрждєнїє и духовноє созиданїє. Прєтыкающымсѧ жє ω камєнь прєтыканїѧ и соблазна. На востанїє и исправленїє; в XIX веке издавалась под названием «Камень веры Православно-Кафолической Восточной Церкви») — полемическое произведение митрополита Стефана Яворского, направленное против протестантской проповеди в России. Книга главным образом рассчитана на православных, склоняющихся к протестантству. Митрополит Стефан рассматривает догматы, оспаривавшиеся в то время протестантами. Как отмечал Иоанн Морев «„Камень веры“ носит на себе следы значительного влияния римско-католической богословской литературы: сочинения Беллярмина и Бекана сообщили как внешнюю форму построения трактатов „Камня вѣры“, так и послужили главнейшим источником содержания положительной и полемической его частей».

## История создания
Поводом для написания книги, как сказано в её предисловии, стало дело против ересеучителя Димитрия Евдокимова в 1713 году. Димитрий родился и был воспитан в православии, но в зрелом возрасте перенял протестантские воззрения у одного кальвиниста и оставил поклонение иконам, Кресту и святым мощам. Евдокимов распространял своё учение и собрал вокруг себя людей, разделяющих его неправославные взгляды. Один из последователей Евдокимова, цирюльник Фома Иванов, дошел до такой дерзости, что публично произносил в Чудове монастыре хулу на святого Алексия митрополита и разрубил ножом его икону. В 1713 году был собран собор, на котором судили отступников и предали их анафеме. Фома Иванов принес покаяние за свой поступок, но его всё равно судили после этого гражданским судом и предали смертной казни. Остальных последователей, поскольку они не изменили своих воззрений, оставили под церковным запрещением. Вскоре Евдокимов овдовел и решил жениться вторично; он принес покаяние и был принят обратно в церковное общение, где заключил свой брак с новой супругой.
Митрополит Стефан работал над составлением своего знаменитого «Камня веры», который должен был служить, по его мысли, главным орудием православной полемики против протестантизма. Сам он только в 1717 году после многих исправлений решил приступить к печатанию «Камня веры». В своём письме к архиепископу Черниговскому Антонию (Стаховскому) митрополит Стефан просил последнего, «аще где либо [в книге] жестокая досада на противников обретается, оную надобе удалити или умягчити».
Как писал Антон Карташёв, «конечно, Стефану вовремя было сказано, что такое сочинение, вредное для государства, нуждавшегося в привлечении иностранцев, не будет напечатано». 27 ноября 1722 митрополит Стефан скончался, так и не увидев свой труд опубликованным.

## Содержание
Главы книги:
1. о святых иконах
2. о Знамении Честного Креста
3. о Святых Мощах
4. о Святейшей Евхаристии
5. о призывании святых
6. о входе святых душ, вышедших из тела, в небесные обители и причастии небесной славы прежде второго пришествия Христа
7. о благотворении преставившимся, то есть о молитвах, милостынях, постах и особенно бескровных жертвах, приносящихся за умерших
8. о преданиях
9. о Святейшей Литургии
10. о Святых Постах
11. о добрых делах, способствующих вечному спасению
12. о наказании еретиков

Мартина Лютера митрополит Стефан называет «новым Голиафом» и «архираввином», а его деятельность он рассматривал как борьбу не только с «Римской церковью», но и со «Святой Церковью вообще» («Православной Святой Кафолической Церкви»). Также мишенью критики становится Иван (Жан) Кальвин. Основными чертами протестантизма Стефан называет отмену икон («святые иконы идолами называют»), постов, добрых дел, покаяния, «безженства», «самопроизвольной нищеты» и церковных правил. Он противопоставляет деятельность протестантов («этих еретиков», «нововерцев») деятельности апостолов: «Апостолы превращали козлов в овец, эти же — наоборот».
Стефан защищает иконы на том основании, что они святы не вещественно, а образно. В отличие от идолов, иконы не являются телом Бога. Они служат нам напоминанием о библейских событиях. Впрочем, Стефан признает, что крайними иконоборцами являются лишь кальвинисты. Лютеране «приемлют некоторые иконы» (Распятие, Тайная Вечеря), но не поклоняются им. Вместе с тем Стефан замечает, что не всякий образ Бога достоин поклонения. Так, на Шестом Вселенском соборе было запрещено изображать Христа в виде агнца. При этом Стефан полагает, что поклонение иудеев Медному змею (от Моисея до Езекии) было благочестивым.
Стефан отвергает протестантскую экклезиологию, доказывая, что Церковь не могла превратиться в Вавилонскую блудницу, несмотря на то, что древний Израиль многократно отходил от Бога. Для описания богослужения Стефан использует слово «латрия», а характерную практику поминовения усопших он именует «агиомнисией».
Особо Стефан критикует старообрядцев («раскольников») за почитание восьмиконечного креста, замечая, что крест и без табличек и подножия является крестом, а также что во время крестного знамения христиане полагают на себе знамение четырёхконечного креста.
Отрицающих реальность присутствия Христа во время таинства евхаристии Стефан называет последователями еретика Беренгария. Последователями сего лжеучения названы Джон Уиклиф («Виклеф») и Ульрих Цвингли («Звинглий»).
Стефан оспаривает принцип sola Scriptura на том сновании, что еретики (ариане) часто неверно трактовали слова Библии и «прикрывали свою душепагубную ересь Святым Писанием, истолкованным своим неразумием, не покоряясь правому толкованию святых Отцов». Библия для еретиков, таким образом, становится «камнем претыкания, соблазна и погибели».
Отдельно Стефан сравнивает спасение и оправдание: одно происходит после смерти, другое — ещё при жизни. Без оправдания нет спасения.
Митрополит Стефан выводит «Догмат о наказании еретиков, отторгающихся сегодня от Святой Соборной Апостольской Восточной Церкви», согласно которому «самим еретиком полезно есть умереть, и благодеяние им бывает, когда их убивают. Если же еретики долго живут, то они во многом согрешают, бо́льшие прелести изобретают, бо́льших людей развращают. Тем же и большее осуждение, и тягчайшую муку вечную на себя привлекают. Это же всё смерть тем праведно наносимая прекращает».
Оспаривая протестантские мнения, Стефан обильно черпает доводы из католической системы, хотя и отвергает некоторые католические догматы (например, чистилище). Католический элемент вошёл в статьи об оправдании, о благих делах («для спасения требуются добрые дела так же, как и добрая вера»), о сверхдолжных заслугах, о евхаристии как жертве, о наказании еретиков. Протоиерей Иоанн Морев провёл анализ книги «Камень веры» и обратил внимание на то, что Стефан просто переводил, переписывая, или пересказывал целые огромные куски текстов у латинских западных авторов: Беллярмина и Бекана. Среди таковых заимствований у вышеназванных авторов был текст апологетики инквизиции.

## Судьба книги

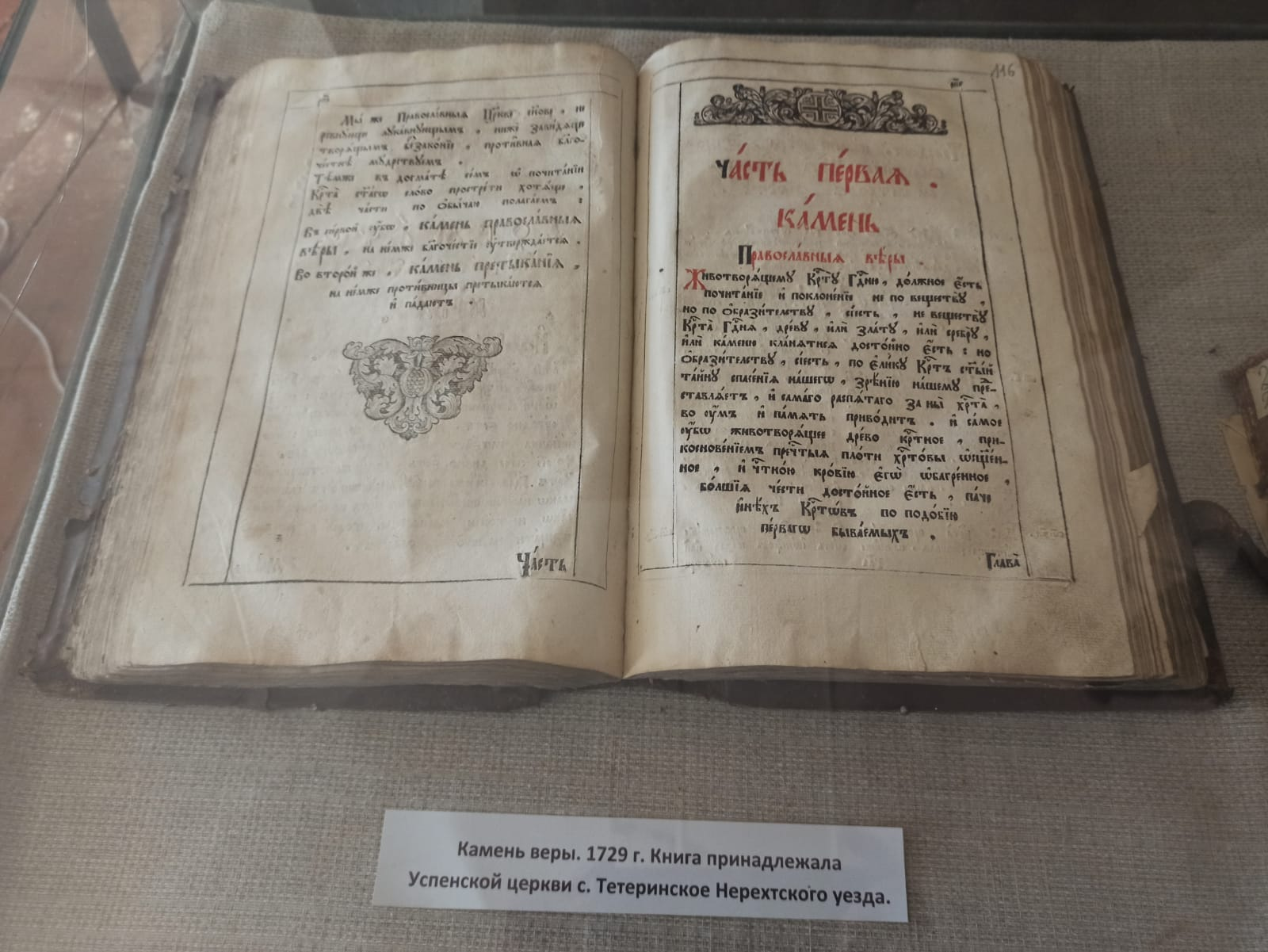
«Камень веры», 1729. Книга принадлежала Успенскому храму села Тетеринского Нерехтского уезда

После смерти Екатерины I политическая ситуация резко изменилась в пользу сторонников Стефана Яворского. После вступления на престол Петра II в мае 1727 году ожидалось и вероятное восстановление патриаршества. Сочувствовавший протестантам Феофан Прокопович оставался на тот момент первенствующим членом Святейшего Синода, но его позиции в это время сильно пошатнулись. Многие синодальные постановления петровской поры отменялись указами Верховного тайного совета. Реальная власть сосредоточилась в руках его противников — вице-президентов Синода архиепископа Ростовского Георгия (Дашкова) и архиепископа Тверского Феофилакта (Лопатинского).
В октябре 1728 года с разрешения Верховного тайного совета, по засвидетельствованию Феофилакта (Лопатинского) и под его наблюдением «Камень веры» увидел свет. Первое издание книги, напечатанное в количестве 1200 экземпляров, разошлось в один год. Книга была переиздана в 1729 году в Москве, а в 1730 году — в Киеве.
Книга вызвала сильное неудовольствие ориентирующихся на немецких протестантов придворных кругов. Издание книги задевало многих, в том числе и Феофана Прокоповича, которого обвиняли в симпатиях к протестантизму и даже в ереси. Немецкие протестанты восприняли издание книги «Камень веры» как вызов, который требовал немедленного ответа. Информация о книге уже в мае 1729 года появилась в Лейпцигских учёных актах, а вслед за тем в том же году был издан полемический трактат йенского богослова Иоганна Франца Буддея «Апологетическое письмо в защиту лютеранской церкви». Сильнее всего противников книги задело то, что она повторяет католические взгляды на инквизицию и оправдывает смертную казнь еретиков. Любимец Петра Великого Михаил Ширяев написал в защиту «Камня веры» стихотворение.
С вступлением на престол Анны Иоанновны в 1730 году политическое положение круто изменилось. У трона стали как раз иностранцы, воспитанные на протестантизме, а в церковной сфере бесспорное первенство получил Феофан Прокопович. Доминиканский монах Бернард Рибейра, живший в России при испанском посольстве, написал опровержение на книгу Буддея — «Антиапологетический ответ католической церкви». Архиепископ Феофилакт (Лопатинский) написал «Апокрисис». Оба сочинения были написаны в защиту Стефана Яворского и его «Камня веры» и предназначались для поднесения императрице Анне Иоанновне.
В это время в России анонимно вышел злостный памфлет, впоследствии ставший известным под названием «Молоток на „Камень веры“», автор которого намеренно создал оскорбительный карикатурный пасквиль с элементами политического доноса в адрес своего оппонента. Митрополит Стефан Яворский представлен здесь как тайный католический агент, действующий в интересах папы, сознательно противящийся церковной политике Петра I и вынашивающий честолюбивые планы восстановления патриаршества. Местоблюститель обвиняется во всевозможных грехах: в неповиновении царю и саботаже его поручений, страсти к стяжанию и роскоши, в симонии, сочувствии политическим заговорам Мазепы и царевича Алексея против царя. Поступки же нравственные и осуждению не подлежащие представляются как проявление иезуитской хитрости. Автор с откровенным презрением относится к русскому народу, православному духовенству и монашеству. В целом сочинение не отличается богословской глубиной, нападки на митрополита Стефана занимают больше места, чем критика его богословских взглядов. В конце своего сочинения автор «Молотка…» выражает уверенность, что царствующая императрица Анна Иоанновна, «подобная во всем Петру, истинная Петрова наследница», не потерпит торжества противников царя Петра I, и книга «Камень веры» будет запрещена. Надежды автора «Молотка…» оправдались. Высочайшим указом от 19 августа 1732 года книга «Камень веры» была запрещена.
Вопрос об авторстве до сих пор остаётся нерешённым. Автор пасквиля — человек, безусловно, информированный о многих обстоятельствах личной жизни митрополита Стефана, в том числе в Киеве, его взаимоотношениях с высшим духовенством и священством Рязанской епархии. Он также хорошо осведомлен о взаимоотношениях местоблюстителя с императором, понимает обстоятельства дворцовых интриг при смене власти. Почти нет никакого сомнения, что это не иностранец и не простой пастор, живший в России, а человек, вхожий в высшие круги управления Церкви или государства. Современные исследователи сходятся в том, что её публикация была выгодна именно Феофану; более того, там содержится лестный отзыв о нём. Современный исследователь Антон Григорьев называет наиболее вероятным кандидатом на авторство Антиоха Кантемира.
В 1730 году был лишён сана и заточен в Кириллов монастырь архиепископ Киевский Варлаам (Вонатович) за то, что не отслужил вовремя молебна на восшествие императрицы на престол; но больше всего он провинился в том, что плохо удерживал свое духовенство от толков об еретичестве Феофана и дозволил у себя в Киеве новое издание «Камня веры». В 1735 году был арестован и Феофилакт, за которым числилась важная вина, издание «Камня веры» и который, кроме того, по своей чистосердечной откровенности и доверчивости к окружающим не раз дозволял себе лишние речи и о патриаршестве, и о Феофане, и о немцах, и о том, что императрица Анна села на престол, обойдя цесаревну. В царствование Елизаветы Петровны книга вновь была напечатана в 1749 году.
В середине XVIII века антипротестантский пафос в Русской православной церкви сходит на нет, а отношение к протестантам меняется на толерантное или даже дружелюбное. Причину следует усматривать в завершении процесса адаптации церкви и ее служителей к заимствованным из протестантских стран принципам церковного устройства. Догматические различия с протестантами были выяснены прежде, а в экклезиологическом плане Русская церковь по воле монархии во многом следовала протестантскому Западу. Сказалось также и влияние протестантского богословия, усилившееся во второй половине XVIII века.
В дальнейшем «Камень веры» был издан уже в XIX веке: в 1836 и 1843 годах. В новейшее время книга была издана в 2010 году в переводе на современный русский язык, выполненный Е. Ю. Коржевой. В 2017 году Издательство Московской Патриархии выпустило новый перевод данной книги, выполненный протоиереем Николаем Бариновым.

## Издания
- Камень веры: православным церкве святые сыном на утверждение и духовное созидание. Претыкающимся же о камень претыкания соблазна на востание и исправление. — М., 1728. — 1 загл. л., [1-8], 1-32, 1-1099 с.
- Камень веры православным церкве святые сыном на утверждение и духовное созидание. Претыкающымся же о камень претыкания соблазна на востание и исправление. — М.: Синодальная типография, окт. 1729 — 2°; [10], 36, 1099, [6] с
- Камень веры. — Киев : Тип. Киево-Печерской лавры, 12 декабря 1730. — 1098 с.
- Камень веры: православным церкви святой сынам — на утверждение и духовное созидание; спотыкающимся же о камень преткновения и соблазна — на вставание и исправление. — Москва : Синодальная тип., август 1749
- Камень веры православнокафолическия восточныя церкве. — Санкт-Петербург : Синодальная тип., 1839—1840. — Ч. 1. — 360 с.
- Камень веры православнокафолическия восточныя церкве. — Санкт-Петербург : Синодальная тип., 1839—1840. — Ч. 2. — 479 с.
- Камень веры православнокафолическия восточныя церкве. — Санкт-Петербург : Синодальная тип., 1839—1840. — Ч. 3. — 482 с.
- Камень Веры Православнокафолическия восточныя церкве. — Москва : Синодальная тип., ноябрь 1841. — Т. 1. — 364 с.
- Камень Веры Православнокафолическия восточныя церкве. — Москва : Синодальная тип., ноябрь 1841. — Т. 2. — 479 с.
- Камень Веры Православнокафолическия восточныя церкве. — Москва : Синодальная тип., ноябрь 1841. — Т. 3. — 482 с.
- Камень веры православным церкви святыя сыном на утверждение и духовное созидание, претыкающимся же о камень претыкания и соблазна, на востание и исправление. — Москва : Синодальная тип., 1843. — Ч. 1. — 364 с.
- Камень веры православным церкви святыя сыном на утверждение и духовное созидание, претыкающимся же о камень претыкания и соблазна, на востание и исправление. — Москва : Синодальная тип., 1843. — Ч. 2. — 479 с.
- Камень веры православным церкви святыя сыном на утверждение и духовное созидание, претыкающимся же о камень претыкания и соблазна, на востание и исправление. — Москва : Синодальная тип., 1843. — Ч. 3. — 482 с.
- Камень веры Православно-Кафолической Восточной Церкви. — СПб.: Общество памяти Игумении Таисии, 2010. — 768 с. — ISBN 978-5-91041-056-9.
- Камень веры: православным сынам Святой Церкви — на утверждение и духовное созидание, претыкающимся же о камень преткновения и соблазна — на восстание и исправление. — М.: Издательство Московской Патриархии, 2017. — 823 с. — 1000 экз. — ISBN 978-5-88017-567-3.